# Mammillaria laui

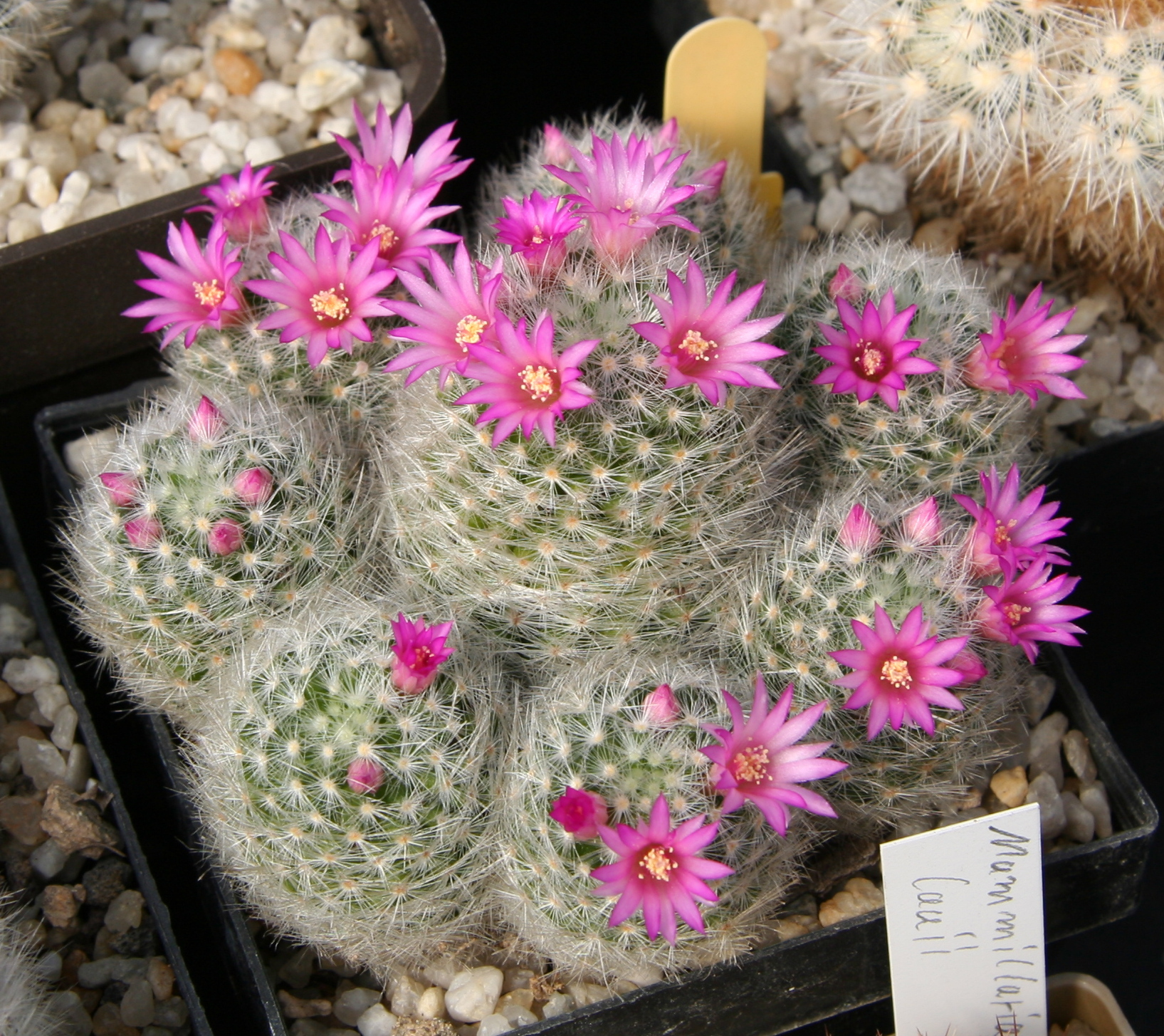
Mammillaria laui subsp. dasyacantha

Mammillaria laui ist eine Pflanzenart aus der Gattung Mammillaria in der Familie der Kakteengewächse (Cactaceae). Das Artepitheton ehrt den deutschen Kakteenforscher Alfred Bernhard Lau.

## Beschreibung
Mammillaria laui wächst einzeln, gedrücktkugelig oder sprossend und wird 6 Zentimeter hoch und 4,5 Zentimeter im Durchmesser. Die dicht gestellten Warzen sind bauchig – konisch, nicht milchend und haben eine dunkelgrüne Farbe. Die Axillen sind nackt oder mit spärlicher Wolle versehen. Die 30 bis 40 feinnadligen Randdornen, die nur 4 bis 8 Millimeter lang werden, sind borstenartig, unregelmäßig strahlend, glasig-weiß und vorspreizend, dabei den Körper bedeckend. Die 5 bis 8 Mitteldornen sind kaum dicker als die Randdornen und nur 6 bis 7 Millimeter lang. Sie sind gleichfalls vorspreizend, glasig gelb mit knollig verdicktem Fuß. Die Blüten sind breittrichterig und werden bei etwa gleichem Durchmesser 1,6 bis 2 Zentimeter lang. Sie haben eine leuchtend karminrosa Farbe. Die weißlichen Früchte sind kugelig bis länglich und nur 2 bis 6 Millimeter lang. Sie enthalten schwarze Samen.

## Verbreitung, Systematik und Gefährdung
Mammillaria laui ist ausschließlich im mexikanischen Bundesstaat Tamaulipas in Gebirgsregionen ab 800 bis 1700 Meter verbreitet.
Die Erstbeschreibung erfolgte 1979 durch David Richard Hunt. Ein nomenklatorisches Synonym ist Escobariopsis laui (D.R.Hunt) Doweld (2000).
Es werden folgende Unterarten unterschieden:
- Mammillaria laui subsp. laui:
Die Nominatform ist nur in Tamaulipas – zwischen Ciudad Victoria und Jaumave, La Reja Asbestmine in 1000–1600 m Höhe verbreitet.
- Mammillaria laui subsp. dasyacantha (D.R.Hunt) D.R.Hunt:
Die Erstbeschreibung erfolgte 1979 als Mammillaria laui f. dasyacantha durch David Richard Hunt.[2] Er stellte die Form 1997 als Unterart zu Mammillaria laui.[3] Die Unterart ist in Tamaulipas – La Reja endemisch und kommt in 1400–1700 m Höhe vor.
- Mammillaria laui subsp. subducta (D.R.Hunt) D.R.Hunt:
Die Erstbeschreibung erfolgte 1979 als Mammillaria laui f. subducta durch David Richard Hunt.[2] Er stellte die Form 1997 als Unterart zu Mammillaria laui.[3] Die Unterart ist in Tamaulipas endemisch und kommt in Höhenlagen von 800 Metern vor. Sie hat mehr Randdornen.

In der Roten Liste gefährdeter Arten der IUCN wird die Art als „Critically Endangered (CR)“, d. h. als vom Aussterben bedroht geführt.

## Nachweise